# Trabajo parlamentario en Chile

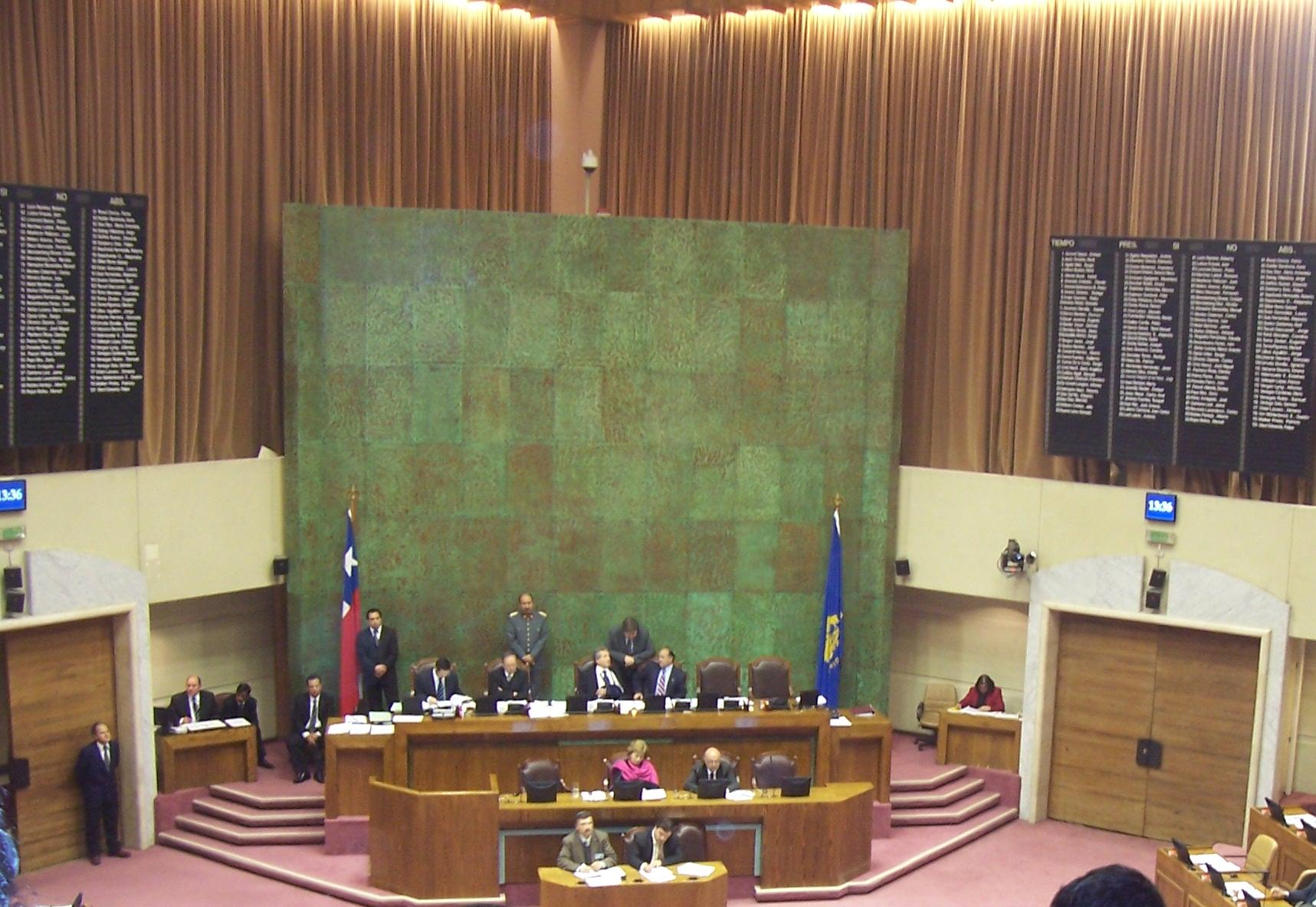
Cámara de Diputados, Congreso Nacional de Chile.

El trabajo parlamentario comprende la actividad realizada por los senadores y diputados en el ejercicio de sus facultades legislativas, fiscalizadoras y de representación.
Este trabajo se encuentra en gran parte contenido en el Boletín o Diario de sesiones, un documento oficial que emana de cada una de las cámaras.

## Trabajo legislativo
El trabajo legislativo de los parlamentarios corresponde aquel realizado en el proceso de formación de la ley, sea mediante la presentación de proyectos de ley o con sus intervenciones en los debates en la sala o en las comisiones.
Podemos distinguir:

### 1. Iniciativa para presentarproyectos de ley
La Constitución Política señala que ambas cámaras del Congreso concurren a la formación de las leyes de conformidad a la Constitución y las leyes. Nuestra carta fundamental regula las materias que son propias de ser reguladas por una ley en el artículo 63, y luego en el artículo 65 se ocupa del Proceso de formación de las leyes en Chile, señalando que cuando éstas tienen su origen en la cámara de diputados o en el senado se trata de mociones y cuando lo tienen en el Presidente de la República se trata de mensajes.
Las mociones son entonces los documentos que contienen el texto de un proyecto de ley que se somete a tramitación y discusión en el Congreso, estas no pueden ser firmadas por más de diez diputados ni más de cinco senadores. 
Por otro lado no todo puede ser materias de ley por iniciativa parlamentaria, la Constitución expresamente señala ciertas materias de Iniciativa exclusiva del Presidente de la República de Chile, que en el caso de ser presentada a tramitación por un parlamentario la sala declarará su inadmisibilidad. Conjuntamente con ello, existen ciertas materias que siendo de iniciativa exclusiva presidencial, solo puede ser ser presentadas a tramitación en la cámara de diputados o el senado. 

#### Materias en que solo la Cámara de diputados puede ser Cámara de origen
- Leyes sobre tributos de cualquiera naturaleza que sean.
- Leyes sobre presupuestos de la Administración Pública.
- Leyes sobre reclutamiento.

#### Materias en que solo el Senado puede ser Cámara de origen
- Leyes sobre amnistía y sobre indultos generales.

### 2.Debate en sala
El Reglamento de la Cámara de Diputados y el del Senado, regulan la forma en que los parlamentarios harán uso de la palabra en la sala. Estos deben solicitarla al Presidente, solo podrán hacer uso de ella cuando se le haya concedido, y deberán siempre dirigirse a él. 
Están prohibidos los diálogos entre los parlamentarios en la sala. Ello no obsta que puedan conceder interrupciones a otro parlamentario si este la solicita y el Presidente de la sala la concede. Terminarán su discurso o exposición con la fórmula: "He dicho".
En el caso de los diputados estos podrán hablar hasta dos veces en la discusión general, y hasta dos veces en cada artículo, en la discusión particular.
En la discusión general, el primero y el segundo discurso durarán como máximo quince y cinco minutos, respectivamente.
En la discusión particular o cuando ésta proceda conjuntamente con la discusión general, la duración máxima de cada uno de los discursos será de cinco minutos. Los Diputados que durante la sesión podrás pedir la inserción de sus discursos en el Diario de Sesiones en el cual se dejará expresa constancia de que no corresponden a intervenciones en la Sala

### 3. Trabajo en comisiones
Las Comisiones Parlamentarias son organismos en algunos casos permanentes establecidas por ley o reglamento y en otros especiales constituidos para el estudio de ciertas materias particulares que no encuadran dentro de las comisiones permanentes ya establecidas. 
Las comisiones sean permanentes o especiales, conocerán de los proyectos de ley o las materias que les sean enviados al darse curso a la cuenta, teniendo en consideración la especialidad de cada una de ellas. Los parlamentarios deben pertenecer al menos a una comisión. Del grupo de los parlamentarios se elige un Presidente, quien es el encargado de la dirección del debate, cuidar la observancia del reglamento, suscribir el acta, las comunicaciones oficiales, cerrar el debate e indicar si el asunto es de fácil despacho o de orden del día, etc.
Si un parlamentario lo desea puede asistir a una comisión a la cual no pertenece, podrá hacer uso de la palabra pero no podrá votar en ella. 
El trabajo en comisiones se desarrolla a través de ponencias de distintos especialistas invitados, las cuales son de tal relevancia que se ha llegado a decir que en todo el proceso de discusión y aprobación de los textos legales la instancia decisiva es la ponencia.
Luego los parlamentarios hacen uso de la palabra debatiendo si corresponde la idea de legislar o discusión general y posteriormente en la misma audiencia o en una siguiente las ideas particulares del proyecto. La opinión de los parlamentarios es inviolable tanto en sala como en el trabajo en comisiones.
De todo este debate se levantan un acta y se elabora un Informes de Comisión el que es público y se inserta en el diario de sesiones cuando se da cuenta de él.

### 4. Presentación de indicaciones
Las indicaciones constituyen modificaciones, agregaciones o supresiones íntegras o parciales a un texto de un proyecto de ley en discusión, siempre que se trate de materias que pueden ser reguladas a través de iniciativa de ley parlamentaria. 
Este texto va referido a un artículo o inciso el cual a través de una indicación se suprime, reemplaza, agrega o se modifica de cualquier forma. De las indicaciones presentadas se elebora un boletín el cual se publica en la página de tramitación de proyectos de ley del Congreso de Chile.
Estas se presentan en la sesión de las comisiones legislativas, para ser debatidas y votadas en la comisión y de ser aprobadas pasan a la discusión en la sala para ser debatidas en pleno.

## Trabajo fiscalizador
- Incidentes
- Peticiones de Oficio
- Proyectos de acuerdo: Es la proposición que cinco o más miembros del parlamento presentan por escrito a la Sala con el objeto de adoptar acuerdos o sugerir observaciones sobre los actos del Gobierno, o bien, obtener un pronunciamiento de la Corporación sobre temas de interés general, tanto nacionales como internacionales, que expresen la preocupación por ellos, de ambas cámaras.
- Interpelaciones a los Ministros de Estado

## Trabajo de Representación
- Misiones Oficiales
- Grupos interparlamentarios
- Delegaciones del Parlatino

## Debate parlamentario
- Discusión general
- Discusión Particular
- Discusión única

## Documentos del Trabajo Parlamentario

### Tabla

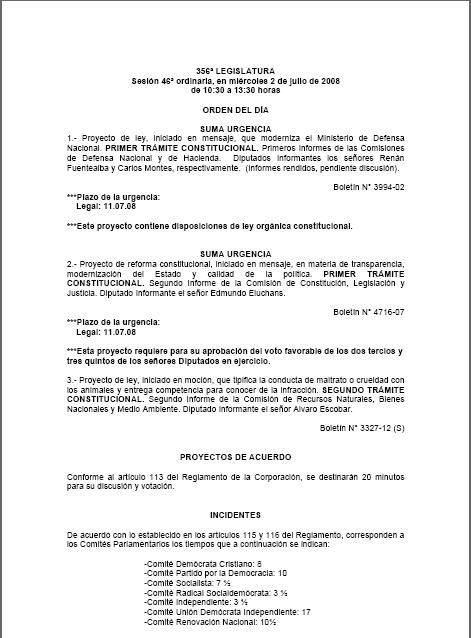
Documento de la Tabla

La Tabla de Sesiones es un documento en el cual se detalla un conjunto de Proyectos de Ley u otras materias a resolver y, que serán tratadas en una Sesión de la Cámara de Diputados como en una del Senado. La Tabla se encuentra a disposición de la ciudadanía antes del inicio de la Sesión.

### Cuenta

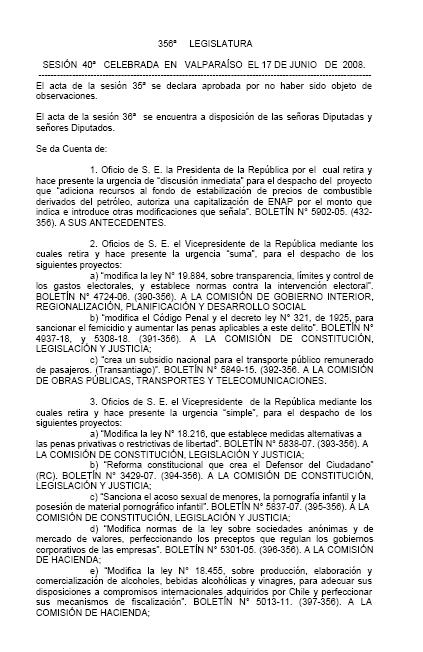
Cuenta

Es un documento escrito que contiene las comunicaciones dirigidas a la Cámaras, enunciando su origen, la materia que tratan y la tramitación que se les dará en el orden que señala el reglamento. En ella encontramos documentos del Congreso que constituyen trabajo parlamentario como los proyectos de ley que se presentan a tramitación, los informes de comisiones, permisos parlamentarios, nombramientos, designaciones de cargo y solicitudes de diversa índole.
Además encontramos documentos que provienen de los órganos colegisladores y respuesta a los oficios solicitados en ejercicio de las facultades de fiscalización.
También recibe el nombre de cuenta la parte del diario de sesiones destinada a la lectura que enuncia que dichos documentos los cuales producen sus efectos desde ese momento.

### Diario de Sesiones

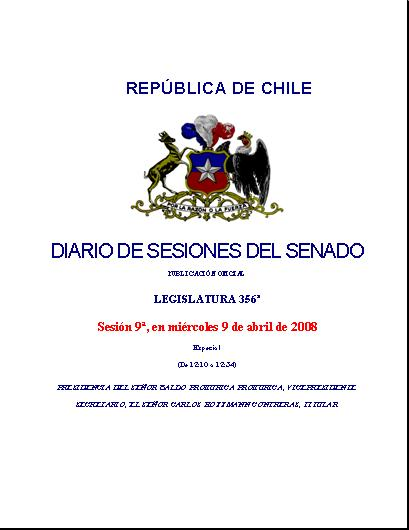
Portada Diario de Sesiones Senado

El diario de sesiones es un documento oficial que tiene por objeto registrar e informar los eventos ocurridos durante la sesión parlamentaria. Dichos eventos corresponden fundamentalmente al debate parlamentario que se registra en su integridad y los documentos vinculados a la función legislativa y de fiscalización. 
Actualmente este documento es producido en soporte en papel el cual es distribuido al interior del Congreso. 
El Diario de Sesiones presenta más o menos una estructura similar en las sesiones ordinarias, especiales o extraordinarias. En las sesiones de instalación o de Congreso Pleno, las cuales son menos frecuentes (una o dos veces por año, inicio del periodo legislativo, o llegada de nuevos parlamentarios, podemos obsvervar una estructura distinta. Lo mismo si diferenciamos por cámaras. 
Es necesario también señalar que el diario de sesiones constituye el principal reflejo del trabajo parlamentario en Chile.

### Informes de Comisión

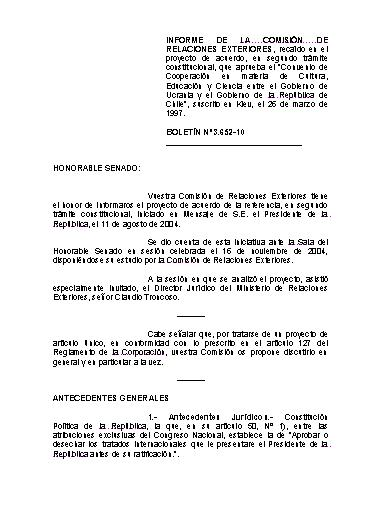
Informe

Es un documento público, escrito que emana de las comisiones legislativas del Congreso el cual contiene un estudio de la materia sometida a su conocimiento. Este informe representa las exposiciones hechas durante la sesión de comisión y el debate de los parlamentarios. De las sesiones de comisión se levanta un acta y este informe constituye el resumen del contenido de dichas actas.

## Calidades especiales
- Presidente de la Sala
- Vicepresidente
- Presidente de Comisión
- Parlamentario Informante